# Snježana Bažaj
Snježana Bažaj-Bočkaj, hrvatska šahistica iz Đakova, iz ŠK Đakovo. Pionirska prvakinja Hrvatske 1977. i 1978., omladinska prvakinja Hrvatske 1979. i 1982., seniorska prvakinja Hrvatske 1984. 1992. je godine bila članica olimpijske momčadi Hrvatske u Manili (1992.),  Istanbulu (2000.) i Beču (2002.) godine. Danas ima naslov FIDE majstorice. Višestruko proglašena za najbolju športašicu Đakova.